# Nymphicus hollandicus en cautividad
La cacatúa ninfa o carolina (Nymphicus hollandicus) es una especie de ave psitaciforme de la familia de las cacatúas (Cacatuidae) y única especie del género Nymphicus. Es una especie endémica de Australia y una de las aves usadas como mascota más comunes.
Estas aves son muy apreciadas en cautividad puesto que pueden entrelazar un fuerte vínculo con su cuidador y la capacidad de imitar sonidos tales como: ladridos, monosílabos, melodías... (Cabe destacar que estas virtudes excepcionales suelen darse únicamente en machos).

## Reproducción
Su cría en cautividad ha llevado a que existan diferentes mutaciones de color en las ninfas.
A partir del año y medio ya están preparadas para la cría, son unas aves fáciles de reproducir en cautividad. Antes de la reproducción, el macho persigue a la hembra con la mirada mientras hace una danza acompañada por unos silbidos.
Las hembras fecundadas pueden poner hasta doce huevos, hasta que no ponen el tercer huevo no empieza la incubación.
La incubación dura tres semanas, los pollos salen del huevo y cuando tienen dos meses ya están emplumados y pueden volar. Las ninfas crían en cualquier época del año, pero la mejor época para criar es primavera y septiembre. Durante el periodo de cría se les debe proporcionar pasta de cría o papilla.
El nido debe ser amplio (30x30x50 cm) y debe tener el suelo cubierto por viruta, cascarilla o similares.

## Alimentación
Su alimentación debe ser variada, recomendablemente sea una base de pienso específico para la especie, aunque se ocupan mixturas de semillas este es un alimento desequilibrado carente de muchas vitaminas esenciales por lo cual no es recomendable como base, ambas opciones de alimentación deben ser acompañadas de frutas y verduras y están disponibles en tiendas especializadas y son específicos para ninfas.
A diario deberán disponer de fruta y verdura frescas (naranja, plátano, manzana, pera, pimiento, zanahoria, pepino, etc.)
Pueden comer eventualmente pipas, mijo en rama, etc.
Es necesario un aporte de calcio como pastillas de cal o hueso de sepia.
También necesitan agua fresca a diario.
Actualmente existen piensos específicos que aportan los nutrientes necesarios y mantienen una dieta variada y equilibrada, se deben combinar con mixturas de semillas y alimento fresco. 
Alimentos como la lechuga, el tomate deben controlarse mucho y dárselos esporádicamente, en exceso pueden provocar diarrea o dañar el riñón.
Se debe destacar que los complementos para el pienso (verduras, frutas, semillas, legumbres, etc) deben ser variados y no repetitivos para mantener un equilibrio vitaminico y contribuir con el enriquecimiento de la psitácida. 
Los alimentos nocivos para las ninfas son el perejil, cafeína, teína, cacao, siendo el perejil y el aguacate mortales para ellas. Y, evidentemente, alimentos procesados. 

## Jaula
La jaula para una ninfa debe ser suficientemente grande como para que esta pueda estirar sus alas. La jaula no debe ser redonda ya que la ninfa se sentirá insegura sin una pared en la que cobijarse. En la jaula la ninfa debe disponer de agua, pienso o mixtura, fruta fresca, calcio, juguetes, varios palos para posarse.